# Batracobdelloides
Batracobdelloides (лат.) — род плоских пиявок (Glossiphoniidae).

## Название
Родовое название Batracobdelloides происходит от наименования близкого рода пиявок Batracobdella (латинский суффикс -oides имеет значение «близкий, похожий»), в свою очередь, происходящего от греческого βάτραχος «лягушка» и βδέλλα «пиявка» — Batracobdella является эктопаразитом лягушек. При этом лишь для одного вида из рода Batracobdelloides показано питание на лягушках, и то они не являются основными его хозяевами.

## Описание
Пиявки средней для Glossiphoniidae величины. Тело широкое, листообразное. Передний конец у некоторых видов может быть отделён шейной перетяжкой, но не такой заметной, как у Hemiclepsis. Сосочки на спинной поверхности развиты в разной степени — от полного отсутствия у Batracobdelloides moogi до нескольких продольных рядов у Batracobdelloides conchophylus. Окраска тела белая, желтоватая, зеленоватая, красноватая или буроватая, в той или иной степени полупрозрачная, часто неоднородная.
Тело сегментированное, сегменты I—II часто сливаются воедино. Большинство сегментов состоит из 3 колец, наиболее передние и задние сегменты могут состоять из 1 или 2 колец (общее число колец в типе равно 68, у Batracobdelloides reticulatus — 72).
На переднем конце тела (сегменты III и/или IV) имеется две пары глаз, причём обыкновенно задняя пара глаз крупнее, в то время как глаза передней пары имеют склонность к редукции, в разной степени наблюдающейся у разных видов.
Имеется мускулистый хобот. Желудок с 7 парами слабоветвистых карманов (отростков), задние карманы ветвятся, образуя по 4 отростка. Кишечник с 4 парами коротких карманов.
Гермафродиты. Имеются семенной и яйцевой мешки. Мужское и женское половые отверстия (гонопоры) разделены 1 или 2 кольцами в зависимости от вида (чаще всего мужская гонопора расположена между XI и XII сегментами, женская — на XII сегменте; исключение составляет Batracobdelloides bangkhenensis, у которой мужская гонопора расположена между XII и XIII сегментами, женская — на XIII сегменте соответственно). Семенных мешков 6 пар.
Характерна забота о потомстве; родительская особь вынашивает коконы на брюшной стороне собственного тела.

## Образ жизни
Все представители рода обитают исключительно в пресных водоёмах. Большинство видов — эктопаразиты различных рыб, для Batracobdelloides amnicolus также указывается питание на бесхвостых амфибиях (как на головастиках, так и на взрослых лягушках). Только для двух видов — Batracobdelloides bangkhenensis и Batracobdelloides moogi — пищевым объектом являются брюхоногие моллюски.
Многие виды рода обнаруживаются внутри мантийных полостей двустворчатых моллюсков, преимущественно перловиц. Подобная особенность (характерная также для многих Hemiclepsis и Placobdella) наводит на мысль о возможном питании Batracobdelloides, особенно молодых особей, соками и тканями этих моллюсков, однако процесса питания никто не наблюдал.

## Распространение
По-видимому, род обладает разорванным ареалом. Наибольшее разнообразие (7 видов) наблюдается в Восточной и Юго-Восточной и Южной Азии, где представители рода обнаружены в Индии, Непале (Batracobdelloides reticulatus), Мьянме (Batracobdelloides conchophylus, Batracobdelloides hlaingbweensis, Batracobdelloides indochinensis, Batracobdelloides yaukthwa), Таиланде (Batracobdelloides bangkhenensis) и Южной Корее (Batracobdelloides koreanus). Также 2 вида обнаружены в Африке и Передней Азии — в ЮАР и Намибии (Batracobdelloides amnicolus), а также в бассейне Нила, Йемене и Саудовской Аравии (Batracobdelloides tricarinatus); ещё 1 вид обитает в Европе (Batracobdelloides moogi).

## Таксономия
Согласно молекулярным данным, род относится к числу базальных представителей плоских пиявок и близок к родам Hemiclepsis и Theromyzon. Для всех этих родов характерно питание кровью позвоночных животных.
Впервые представитель этого рода, Batracobdelloides tricarinatus, был описан в составе рода Helobdella. Род как самостоятельная таксономическая единица был описан существенно позже, в 1986 году, Дж. Остхёйзеном.
Известны следующие виды:
- Batracobdelloides amnicolus (Moore, 1958)
- Batracobdelloides bangkhenensis (Krittiya Chiangkul et al., 2020)
- Batracobdelloides conchophylus (Bolotov et al., 2019)
- Batracobdelloides hlaingbweensis (Bolotov et al., 2019)
- Batracobdelloides indochinensis (Bolotov et al., 2019)
- Batracobdelloides koreanus (Bolotov et al., 2019)
- *Batracobdelloides moogi (Nesemann & Csänyi, 1995)
- *Batracobdelloides reticulatus (Kaburaki, 1921)
- Batracobdelloides tricarinatus (Blanchard, 1897)
- Batracobdelloides yaukthwa (Bolotov et al., 2019)

Для видов, помеченных астериском (*), ни разу не были получены молекулярные данные, что не позволяет достоверно доказать или опровергнуть их монофилетический статус и нетождественность другим видам. По состоянию на 2023 год, род относится к числу активно исследуемых.
Систематика видов внутри рода во многом отражает их распространение: так, 4 вида, обитающие на территории Мьянмы, образуют компактную монофилетическую группу.